# Бора (корабель)
Малий ракетний корабель «Бора» проекту 1239 «Сівуч» — малий ракетний корабель на повітряній подушці у складі 41-ї бригади ракетних катерів Кримської військово-морської бази Чорноморського флоту Росії. Головний корабель проекту 1239.
«Бора» є найбільшим у своєму підкласі у практиці російського та світового кораблебудування швидкохідним бойовим кораблем, що використовує гідродинамічну платформу — катамаран з аеростатичним повітряним розвантаженням.
Корабель збудований на Зеленодольському суднобудівному заводі і після дослідної експлуатації увійшов у 1997 році до складу сил постійної готовності Чорноморського флоту.